# 日和田町 (郡山市)
日和田町（ひわだまち）は、福島県郡山市の大字である。郵便番号は963-0534。

## 地理
郡山市北部の日和田地区に属する。北で日和田町高倉、北東で日和田町梅沢、東で日和田町八丁目、南で富久山町福原、富久山町八山田、西で喜久田町早稲原、北西で喜久田町前田沢とそれぞれ隣接する。概ね町村制施行以前の安積郡日和田村の流れを汲む地域である。一級水系阿武隈川水系藤田川下流域の平野部を範囲とする。JR東北本線日和田駅東側に奥州街道（現在の福島県道355号須賀川二本松線）日和田宿がおかれ、現在でも日和田地区の中心市街地として機能している。周囲は田畑が広がるが、国道4号あさか野バイパス開通により東北本線西側が開発され、沿線には大型のショッピングセンターが立地し、日和田駅から藤田川を挟んで南西側の地区は住宅地が広がる。日和田町に所在する郡山北警察署日和田駐在所、郡山消防署日和田分署がそれぞれ管轄にあたる。

### 主な字
字
- 日和田
- 割田
- 川坂
- 榧ノ木作
- 寺池
- 向山
- 一ツ坦
- 重福礼
- 堀込
- 十二
- 東八ツ田
- 宇類原
- 三本松
- 日向
- 東原

- 東岡
- 原町
- 小堰
- 長岡
- 安積山
- 山ノ井
- 広野入
- 沼田
- 背戸
- 北ノ入
- 蛇ケ森
- 植初
- 前田
- 仁井町
- 三河尻

- 千峯坦
- 大原
- 五庵
- 古舘
- 小山田
- 大山田
- 財ノ木原
- 岩井
- 原
- 宮下
- 西中島
- 竹ノ内
- 黒沢
- 信池

- 芳池
- 朝日坦
- 南原
- 東河坂
- 荒池下
- 泥夫
- 不動坦
- 車道
- 深沢
- 大窪
- 北野
- 馬番山
- 一本松
- 鶴見坦
- 南古舘

- 太夫清水
- 姥懐
- 中池
- 菱池
- 宮ノ入
- 道場
- 五輪塚
- 大沼
- 舘
- 中林
- 北俣
- 大宮

### 河川・湖沼
一級水系阿武隈川水系
- 藤田川

## 歴史
- 1879年1月27日 - 旧二本松藩領日和田村が福島県内における郡区町村制の施行により安積郡の村となる。
- 1889年4月1日 - 町村制の施行により日和田村が周辺3村と合併し安積郡山野井村が発足する。旧日和田村域は山野井村の大字となる。
- 1925年8月1日 - 山野井村が町制施行、改称し日和田町となり、日和田町の大字となる。
- 1965年5月1日 - 日和田町が郡山市、安積郡全町村および田村郡田村町と合併し新たな郡山市が設立され、郡山市の大字となる。

## 世帯数と人口
2024年1月1日現在の世帯数と人口は以下の通りである。
| 大字     | 世帯数    | 人口    |
| -------- | --------- | ------- |
| 日和田町 | 3,327世帯 | 7,720人 |

## 小・中学校の学区
市立小・中学校に通う場合、学区は以下の通りとなる。
| 番地 | 小学校               | 中学校               |
| ---- | -------------------- | -------------------- |
| 全域 | 郡山市立日和田小学校 | 郡山市立日和田中学校 |

## 交通

### 鉄道
JR東日本
- 東北本線
  - 日和田駅

### 道路
- 磐越自動車道
- 国道4号あさか野バイパス
- 国道288号（旧国道4号）
- 福島県道115号三春日和田線
- 福島県道188号日和田停車場線
- 福島県道355号須賀川二本松線（奥州街道）
- 福島県道357号岩根日和田線

## 施設等
- 郡山市立日和田中学校
- 郡山市立日和田小学校
- 日和田公民館
  - 郡山中央図書館 日和田分館
- 郡山北警察署日和田駐在所
- 郡山消防署日和田分署
- 日和田郵便局
- オリエントパーク日和田
  - ホームセンター山新・インテリアショップ山新 郡山日和田店
  - ザ・ダイソー 郡山日和田店
  - シュープラザ オリエントパーク日和田店
  - ニラク 郡山日和田店
  - マックハウス 郡山日和田店
- ショッピングモールフェスタ
  - イオン 郡山店食品館
  - ユニクロ 郡山日和田フェスタ店
- ヨークベニマル 日和田店
- 東北電力 日和田変電所
- けんしんスパックサンドテニスコート
- 安積山公園
- 日向公園
- 八幡神社